# Dean Harens
Dean Harens, né le 30 juin 1920 à South Bend, dans l'Indiana et mort le 20 mai 1996, est un acteur américain au cinéma, au théâtre et à la télévision.

## Premières années
Né à South Bend, Indiana en 1920, Harens étudie au Goodman Theatre de Chicago. L'actrice Alison Skipworth le découvre alors qu'il jouait dans le Michigan.

## Carrière
Dean Harens débute dans les théâtres d'été avant de pouvoir se faire connaitre sur Broadway dans The Talley Method en 1941. Il fait sa première apparition cinématographique à l'âge de 24 ans, durant le film Vacances de Noël (Christmas Holiday) aux côtés de l'actrice Deanna Durbin. Il est apparu dans sept films tout le long de sa carrière, mais jamais dans un rôle principal. Il est acteur dans trois séries télévisées et joue un personnage récurrent dans la série Sur la piste du crime (The F.B.I.).
Dean Harens joue de 1958 à 1959 en tant qu'invité, dans le docudrame Behind Closed Doors, documentaire sur la guerre froide, mettant en vedette Bruce Gordon. Il fait également quatre apparitions en tant qu'invité sur la série Perry Mason : il y joue le rôle du meurtrier Frank Fettridge dans l'épisode de 1959 The Case of the Calendar Girl, le beau-frère de la victime dans l'épisode 1959 The Case of Paul Drake's Dilemma. En 1960, il obtient le rôle du double meurtrier Riley Morgan dans Le Cas de la veuve errante.
Harens apparaît également dans la série Barnaby Jones, dans l'épisode intitulé Doomed Alibi, daté du 3 novembre 1975. Il joue également deux fois dans la série télévisée Bonanza : il joue Jim Poole dans l'épisode 1965 Jonah et Morgan Tanner dans l'épisode 1966 Credit for a Kill.

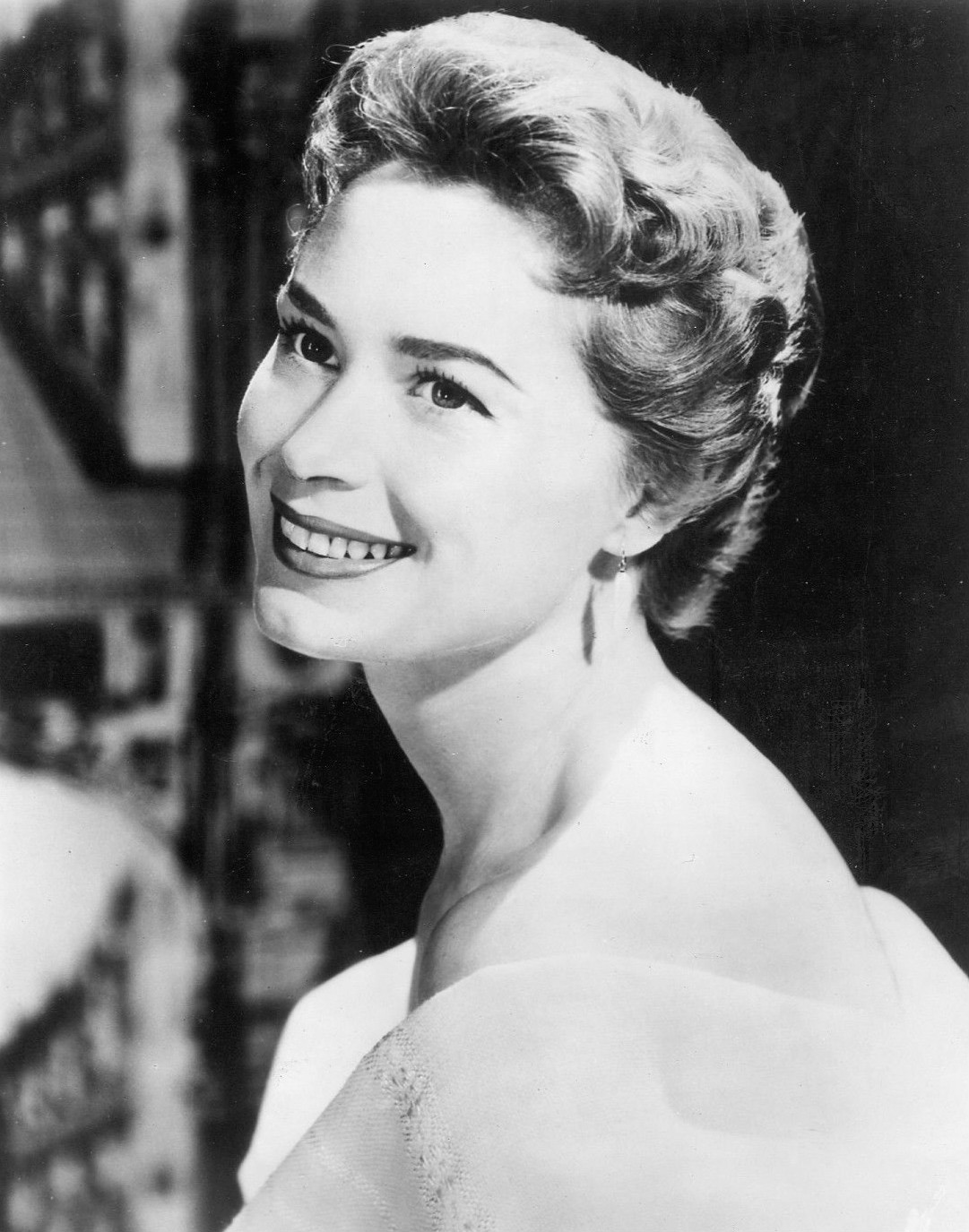
L'épouse de Dean Harens dans la série La Quatrième Dimension.

L'épouse de Harens, l'actrice June Dayton, qu'il a rencontrée alors qu'il jouait à Broadway en 1947, meurt en 1994 à l'âge de 70 ans.

## Mort
Harens meurt à Van Nuys, dans la vallée de San Fernando de Los Angeles, en Californie, à l'âge de 75 ans.

## Filmographie
| Année | Titre             | Rôle                         | Notes                                                    |
| ----- | ----------------- | ---------------------------- | -------------------------------------------------------- |
| 1944  | Vacances de Noël  | Lt. Charles Mason            |                                                          |
| 1944  | Le Suspect        | John Marshall                |                                                          |
| 1946  | Crack-Up          | Reynolds                     |                                                          |
| 1964  | Au-delà du réel   | Médecin                      | Épisode Mains froides, cœurs chauds avec William Shatner |
| 1967  | The Invaders      | Dr MacLeuen                  |                                                          |
| 1967  | Rosie!            | Willetts                     |                                                          |
| 1969  | Murder One        | Juge Skinner                 | Série télé                                               |
| 1969  | L'Étau            | State Department Official #3 | non crédité                                              |
| 1970  | Double Jeopardy   | Thomas Howard                | Série télé                                               |
| 1971  | L'Homme de papier | Bureaucrate                  | Série télé                                               |